# Saint-Martin-sur-Oust
Saint-Martin-sur-Oust är en kommun i departementet Morbihan i regionen Bretagne i nordvästra Frankrike. Kommunen ligger i kantonen La Gacilly som tillhör arrondissementet Vannes. År 2022 hade Saint-Martin-sur-Oust 1 305 invånare.

## Befolkningsutveckling
Antalet invånare i kommunen Saint-Martin-sur-Oust
| Referens: INSEE |